# Wilhelmina Drucker

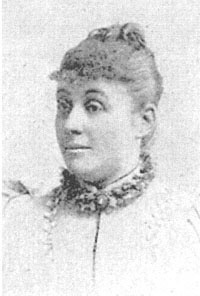
Wilhelmina Drucker

Wilhelmina Drucker, född 30 september 1847, död 5 december 1925, var en nederländsk journalist och författare. 
Drucker var dotter till ogifta sömmerskan Constantia Lensing och den rike bankmannen Louis Drucker, vars namn hon bar; hon var ett utomäktenskapligt barn men likväl erkänd av sin far och modern fick ett litet underhåll av fadern. Hon fick en fattig uppväxt hos modern i Amsterdam och gick i katolsk skola. År 1884 dog hennes far. Från 1886 deltog hon i Nederländernas unga socialistiska rörelse, främst som journalist. Efter en märklig arvstvist utifrån en nyckelroman (skriven av Drucker och hennes syster) som främsta vapen, blev hon från år 1888 ekonomiskt oberoende för resten av sitt liv, vid 42 års ålder. Hon fick en del av arvet efter sin far. 
År 1888 startade hon veckotidningen De Vrouw ("kvinnan"). Följande år grundade hon Vrije Vrouwenvereeniging (Fria Kvinnoföreningen). 1899 valdes hon till kassör i Nationale Vrouwenraad. Hon var verksam även i andra föreningar som utgjorde delar av den holländska kvinnorörelsen. Hon var övertygad om att politisk rösträtt var lättare att uppnå än rätten till lönearbete och över huvud taget jämlikhet i arbetsdelningen. Enligt hennes synsätt tjänade män dubbelt på att kvinnans arbete betalades sämre och att kvinnor fick färre möjligheter att välja fritt på arbetsmarknaden. Samtidigt som män fick betalt för sitt lönearbete hade de kvinnor som gav den gratis service. Politisk rösträtt däremot hotade inte männens ekonomiska övertag.